# Henrique Esteves da Veiga
Henrique Esteves da Veiga foi um nobre português.

## Família
Filho de João Esteves da Veiga e de sua mulher Leonor Anes de Vasconcelos.

## Biografia
Senhor da Honra de Molelos e de Nandufe, Fidalgo do Conselho de D. Afonso V de Portugal, a quem serviu no Reino e em África, e depois na Guerra de Sucessão de Castela por causa da Excelente Senhora, durante mais de um ano, com mais de cinquenta homens de pé, à sua custa, e vinte e dois de cavalo, dizendo El-Rei que eram estes serviços de eterna memória por serem grandes os gastos que fez naquela guerra, pelo que lhe mandou pagar, quando estava na Batalha de Toro, cem libras da moeda antiga ainda em dívida do dote do casamento de seu avô paterno Leonardo Esteves.

## Casamento e descendência
Casou com Filipa Nunes de Gouveia, filha de Fernão Nunes Cardoso de Gouveia, Fidalgo da Beira, e de sua mulher Leonor de Azevedo, com descendência: 
- Fernão Nunes Esteves da Veiga, Senhor da Honra de Nandufe, Contador-Mor da Rainha D. Leonor de Portugal, mulher de D. João II de Portugal, casado com Brízida de Horta, Dama da mesma Rainha, natural de Alenquer, filha de Martim de Horta, Fidalgo da Casa Real de D. Afonso V de Portugal, Senhor da Quinta da Requeixada naquela Vila, e de sua mulher Catarina Anes Malafaia, sem geração
- Henrique Esteves da Veiga, 3.º Senhor da Honra de Nandufe, no Concelho de Besteiros, casado com Brites Henriques, em cuja descendência aparece o apelido de Nápoles, porém, só num neto
- Vasco Henriques da Veiga, casado com Teresa Gomes de Quadros, com geração
- Petronilha Esteves, casada com João Rameiro, Fidalgo que veio com D. Joana, a Beltraneja